# 上海麻袋厂旧址
上海麻袋厂旧址是位於中華人民共和國上海市普陀區長壽路652號的歷史建築。

## 歷史
1920-30年代，此处为日商麻袋厂，后为上海麻袋厂。2009年，上海市纺织原料公司將該地改造成景源时尚创意园（景源时尚产业园），创意类企业以及主题咖啡馆、西餐厅、瑜伽馆入駐該園區。2015年，當地被公布为第一批普陀区文物保护点。

## 建築
上海麻袋厂旧址保留了14幢从1920年代至90年代各时期的工业建筑。較舊的历史建筑有一幢二层坡顶仓库（景源时尚产业园·3号楼）和一幢四层塔楼（景源时尚产业园·8号楼）。仓库为砖木结构。塔楼为钢混结构，它於1922年建成，是原日商内外棉十三、十四厂的配电房。